# Tchao Čung-wen
Tchao Čung-wen (čínsky pchin-jinem Táo Zhòngwén, znaky 陶仲文, asi 1481–1560) byl čínský taoistický kněz, blízký důvěrník císaře Ťia-ťinga.

## Jména
Tchao Čung-wenovo používal zdvořilostní jméno Tien-čen (čínsky pchin-jinem Diǎn Zhēn, znaky 典真).

## Život
Tchao Čung-wen pocházel z prefektury Chuang-kang v severočínské provincii Chu-pej, narodil se kolem roku 1481. Sloužil jako pomocný úředník a skladník v Chuang-mej v Chu-peji a v Liao-jangu v Liao-tungu. Seznámil se s Šao Jüan-ťiem, taoistickým knězem a hlavním důvěrníkem mingského císaře Ťia-ťinga pro záležitosti taoismu. Kolem roku 1538 ho Šao Jüan-ťie doporučil císaři jako odborníka na talismany, zaklínání a vyhánění zlých duchů. Tchao Čung-wen si postupně získal panovníkovu důvěru a podporu.
Roku 1539 císař cestoval do střední Číny, Šao Jüan-ťie byl příliš nemocný, než aby mohl panovníka doprovázet a doporučil místo sebe Tchao Čung-wena. Na cestě předpověděl požár císařova dočasného sídla, což mu vyneslo panovníkovo uznání a důvěru v jeho schopnosti. Krátce na to Šao Jüan-ťie zemřel. Tchao Čung-wen poté zaujal místo císařova hlavního taoistického důvěrníka a převzal Šao Jüan-ťieovo postavení. Byl jmenován taoistickým patriarchou, představeným všech taoistických klášterů a pověřen vedením registrů taoistických kněží a mnichů. Následující rok obdržel (čestný) titul ministra obřadů; vysokou hodnost obdržela i jeho manželka. Postupně získal všechny tři tituly „tří výjimečných“, čestný titul „pilíř státu“ a roku 1550 i titul hraběte z Kung-čcheng. Byl schopen dosáhnout odvolání ministra, který ho odmítl přijmout. Své postavení si zabezpečil dlouholetým spojenectvím s velkým sekretářem Jen Sungem.
Zejména po smrti následníka trůnu (Ču Caj-žueje) roku 1549 císař hledal u Tchao Čung-wena oporu, ve víře v účinnost jeho modliteb a obřadů. Panovníkovu přízeň získal také radou nejmenovat třetího (a nejstaršího žijícího) císařova syna Ču Caj-choua (který po smrti císaře Ťia-ťinga roku 1567 vládl jako císař Lung-čching). následníkem trůnu, aby se na něj nezaměřili zlí duchové, což Ťia-ťingovi vyhovovalo, protože jmenováním následníka nechtěl upoutávat pozornost na své špatné zdraví a měl radši svého čtvrtého syna Ču Caj-süna.
Po roce 1545 se císař začal ve státních záležitostech spoléhat na věštby organizované Tchao Čung-wenem. Tchaův spojenec Jen Sung se také účastnil věštění, protože v něm viděl možnost, jak usměrnit politiku vhodným směrem. Pro císaře Tchao Čung-wen vyráběl elixíry prodlužující život, mimo jiné z krve první panenské mestruace, kvůli čemuž shromáždil v Západním parku stovky mladých panen, rumělky a dalších složek. Úředníci afrodisiaka a elixíry nesmrtelnosti, obsahující také suřík a arsenik, kritizovali jako jedovaté, ale marně.
Tchao Čung-wen měl řadu učedníků a následovníků. Poct a úřadů se dostalo i jeho synům, Tchao Š’-tchung (patrně nejstarší) se stal pomocníkem dvorského ministra císařských obětí, Tchao Š’-en (patrně druhý) náměstkem přednosty Úřadu pro císařské pečeti, a poté také pomocníkem dvorského ministra císařských obětí, další (Tchao Š’-čchang) studoval na univerzitě Kuo-c’-tien, ještě jiný syn byl velitelem roty v císařské gardě ve vyšívaných uniformách. V úřadech sloužili i jeho vzdálenější příbuzní.
Roku 1559 rezignoval a v listopadu 1560 zemřel. Poté už císař nenašel taoistického adepta, který by mu vyhovoval. Před smrtí skromně vrátil císaři mnohé dary: cennosti z nefritu a zlata, 10 tisíc liangů (373 kg) stříbra. Panovník jeho úmrtí velmi želel, pohřbil ho s velkými poctami a udělil mu velmi čestné čtyřznakové posmrtné jméno (stejně jako Šao Jüan-ťieovi) namísto obvyklého dvouznakového.
Po smrti Ťia-ťinga nový císař Lung-čching a jeho ministři Tchao Čung-wena (i Šao Jüan-ťiea) zbavili všech posmrtných poct, a uvěznili císařovy lékaře připravující mu drogy k prodloužení života, které mu však život zřejmě naopak zkrátily. Mezi zatčenými byl i Tchao Š’-en. Byli odsouzeni k smrti, ale roku 1570 byl rozsudek zmírněn na vypovězení za Velkou zeď. Velký sekretář Kao Kung totiž připomněl, že Tchao Čung-wen začátkem 60. let pomohl Lung-čchingovi, když ten urgoval vyplácení své penze. Nicméně jmění rodiny Tchao stát zabavil.